# Окно (железная дорога)
«Окно» в графике движения поездов — время, в течение которого движение поездов по перегону, отдельным путям перегона или через станцию прекращается для производства ремонтно-строительных или монтажных работ.

## Работы, производящиеся в «окно»

Ремонт контактной сети в «окно»

К работам, для выполнения которых необходимо «окно», относятся:
- усиленный капитальный, капитальный, усиленный средний, средний и подъёмочный ремонты пути
- сплошная смена рельсов
- укладка плетей бесстыкового пути,
- смена стрелочных переводов
- ремонт мостов и тоннелей
- ремонт и монтаж устройств контактной сети, воздушных линий, устройств СЦБ
- лечение и усиление земляного полотна
- планово-предупредительная выправка пути с использованием машинных комплексов
- ремонт водоотводных сооружений машинными комплексами
- ремонт механизированных и автоматизированных горок.
- некоторые работы при строительстве вторых путей и электрификации железных дорог, когда требуется выезд на перегон установочных, монтажных поездов, автомотрис и автодрезин.

Кроме того, «окна» предоставляются для проведения восстановительных работ при повреждении устройств контактной
сети, воздушных линий, линий электроснабжения и оборудования СЦБ.

## Длительность «окна»
Для выполнения работ по текущему содержанию пути, контактной сети, устройств сигнализации, централизации и блокировки на двухпутных линиях предоставляют технологическое «окно». Продолжительность «окна» для капитального ремонта пути, как правило, 4—6 часов, для среднего ремонта — 3 часа, для подъёмочного ремонта 2—2,5 часа, продолжительность технологического «окна» 1,5—2 часа.

## Предоставление «окна»
«Окно» выделяется в любое время суток. Руководитель работ обязан установить пост, телефонную или радиосвязь с поездным диспетчером. На участке, где «окно» предусматривается в тёмное время суток, обеспечивается освещение места работы. Продолжительность «окна» выбирается таким образом, чтобы затраты на ремонт и из-за задержки поездов были минимальными. При больших «окнах» выработка машин возрастает в большей степени, чем увеличивается «окно», но в течение расчётных суток «окна» оказывают заметное влияние на снижение эксплуатационных показателей работы участка. С другой стороны, при больших «окнах» сокращается суммарная продолжительность закрытия перегона за ремонтный сезон. Продолжительность «окна» целесообразно увеличивать до тех пор, пока темп прироста выработки за 1 час опережает прирост задержки поездов. Все   работы на определённом участке, требующие для своего производства отдельных «окон», целесообразно выполнять  в одно совмещённое по направлению и времени «окно».